# Pelou
Pelou è un comune rurale del Mali facente parte del circondario di Bandiagara, nella regione di Mopti.